# Ataakwe
Ataakwe (eng. seed people), pleme s kojim su se sukobili Zuñi prije nego što su se naselili na područje današnjeg puebla Zuñi u Novom Meksiku. Priključili su se klanu Seed (=Sjeme), a njihovi potomci danas sačinjavaju kukuruzni klan (Corn) Taakwe. Zabilježio Cashing u The Millstone, ix, 2, 23, 1884.

## Vanjske poveznice
- Zuñi Indian Bands, Gens and Clans  Arhivirana inačica izvorne stranice od 25. travnja 2008. (Wayback Machine)